# Northern Foothills
Die Northern Foothills (englisch für Nördliches Vorgebirge) sind eine Reihe von Hügeln an der Scott-Küste des ostantarktischen Viktorialands. Am Westufer der Terra Nova Bay bilden sie südlich des Browning-Passes eine halbinselähnliche Fortsetzung der Deep Freeze Range. Höchste Erhebung ist Mount Abbott mit 1020 m. 
Benannt wurden sie von der Nordgruppe der Terra-Nova-Expedition (1910–1913) in Anlehnung an die ursprüngliche Benennung „Southern Foothills“ für die südlich gelegene Insel Inexpressible Island. 

## Weblinks

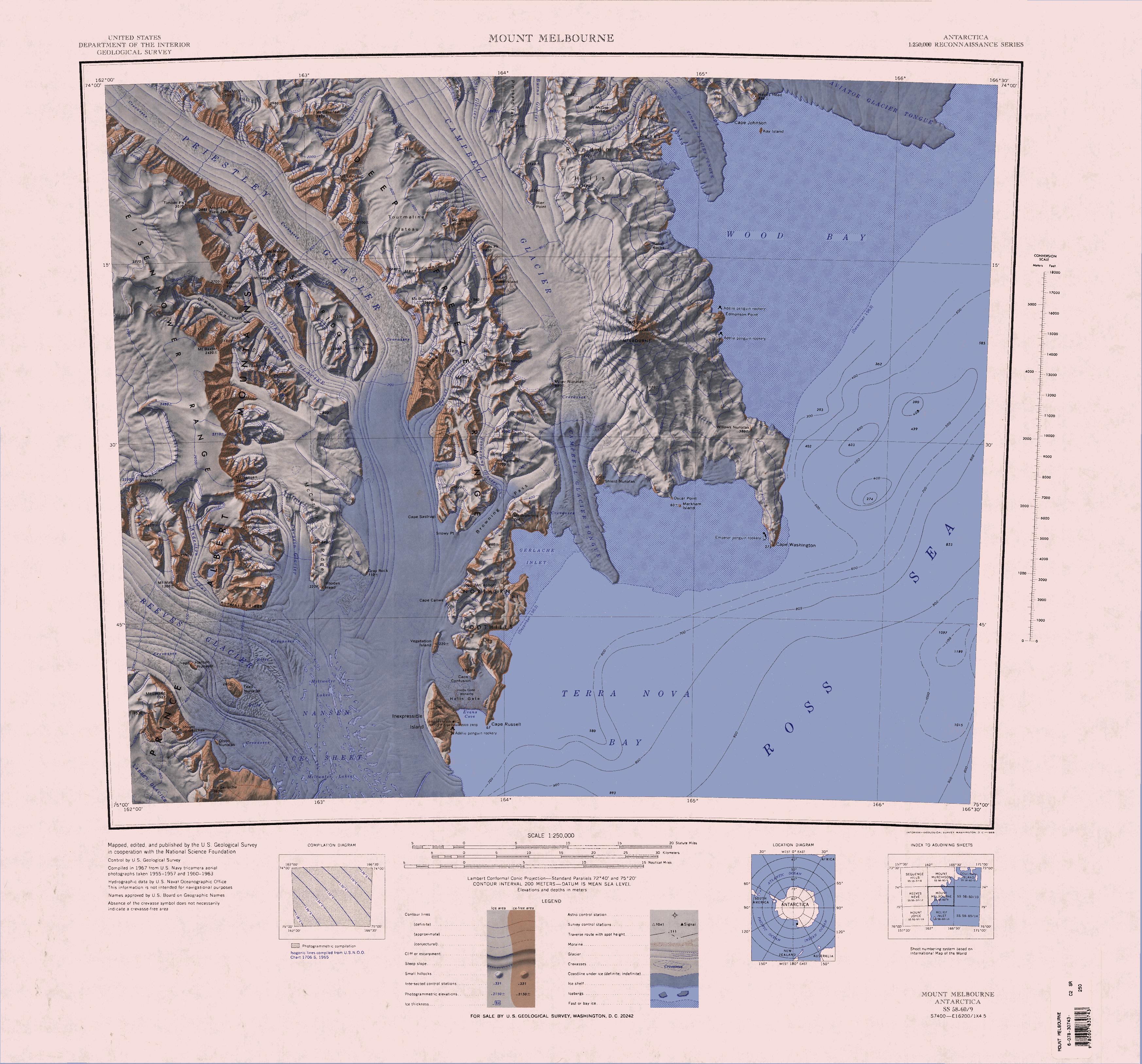
Kartenblatt Mount Melbourne von 1968, Northern Foothills in der Mitte der südlichen Kartenhälfte